# Maurice Blondel

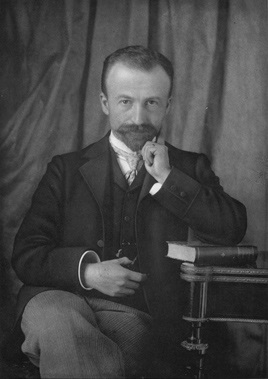
Maurice Blondel nel 1890

Maurice Blondel (Digione, 2 novembre 1861 – Aix-en-Provence, 4 giugno 1949) è stato un filosofo e docente universitario francese, esponente di spicco della filosofia francese nella prima metà del Novecento. Il suo pensiero, di matrice cristiana, si impernia sul concetto di azione.

## Pensiero filosofico
Il suo saggio filosofico anti-intellettualistico e anti-scientista L'azione del 1893 fu ben accolto dai movimenti di reazione al trionfante positivismo.

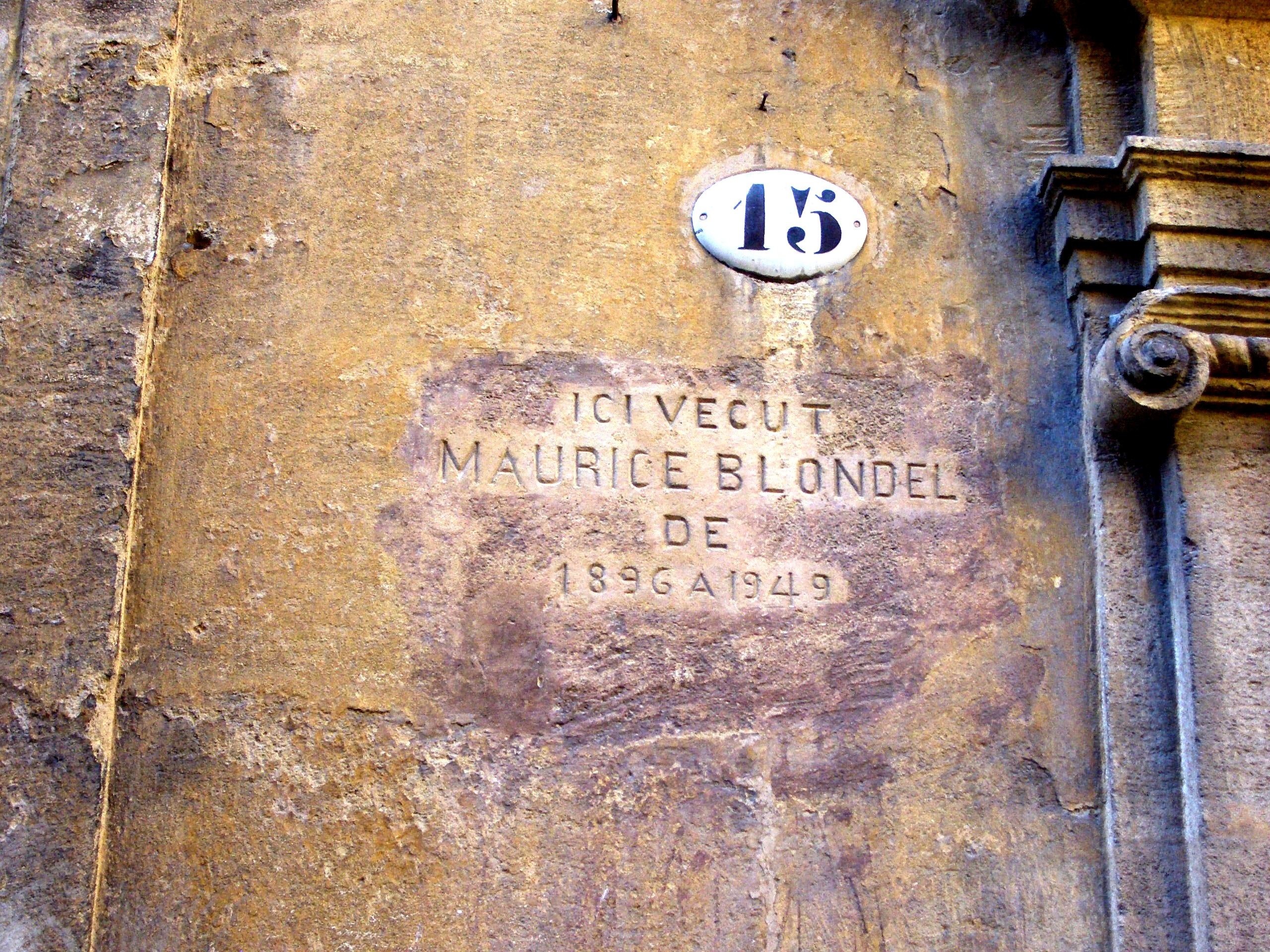
Targa commemorativa

Legato agli ambienti del modernismo, dopo la condanna del movimento da parte di papa Pio X nel 1907 (enciclica Pascendi), si chiuse per un lungo periodo nel più assoluto riserbo, non rinnegando il suo precedente impegno e la propria adesione di fondo a tale corrente teologica e filosofica.
Nel suo pensiero trova ampio spazio il primato della volontà che si manifesta nell'azione, sulla ragione.
Con il 1934, a partire dai temi volontaristici, andò elaborando una filosofia cosmica centrata sulla provvidenza e la redenzione.

### Filosofia dell'azione
È una delle forme dello spiritualismo moderno e i suoi presupposti si basano su un modo peculiare di intendere la pratica della filosofia. Il pensatore deve volgere lo sguardo dentro di sé, elaborare una ricerca interiore e ricercare l'interiorità spirituale; perciò il campo di indagine è costituito dalla coscienza e non certo dalla natura o dall'esteriorità.
Per i filosofi dell'azione la coscienza si esplica, soprattutto, nella volontà, nell'attività pratica e creativa nell'ambito della sfera morale, religiosa, sociale, più che nella pura contemplazione e nella teoresi.
Alla dialettica reale frutto della ragione, di chiara matrice hegeliana, Blondel contrappone quella della volontà; l'impulso dello sviluppo non è più la contraddizione, bensì il contrasto tra la volontà e la sua realizzazione; da questo contrasto fioriscono, sia l'insoddisfazione della volontà sia la spinta conseguente all'azione.
La vera scienza, secondo Blondel, nulla deve alla ricerca esterna, ma deve penetrare nel cuore stesso dell'azione.
L'azione è considerata da Blondel come un'iniziativa a priori: il mondo stesso e il corpo dell'uomo non sono altro che manifestazioni o concretizzazioni della sua volontà. La coscienza della fatica, la pena, il dolore dell'azione, dovuti certamente dalla natura e da fattori materiali, sono causati dalla necessità di una espansione sociale di una volontà non omogenea. L'azione forma dapprima l'anima e la personalità dell'uomo, poi spinge l'individuo verso gli altri per raggiungere alcune basi fondamentali quali la famiglia, la patria e l'umanità stessa, che regolano e limitano l'espansione. A questo punto l'espansione prosegue nel campo morale, producendo, ancora una volta, un contrasto fra la volontà e la realizzazione.
Per far coincidere l'azione alla volontà umana spesso si ricorre alle religioni inferiori, quelle basate sulle superstizioni e sulle magie, ma l'esito di questo utilizzo rimane illusorio.
La via della trascendenza, della rinuncia a sé stesso è l'unica che porta all'adeguamento tra la volontà e la sua realizzazione.
Blondel insiste nel sostenere l'insufficienza dell'ordine naturale e della storia; ecco perché la via della trascendenza consente la comprensione, contemporaneamente, sia della natura dell'essere e sia il proprio senso nell'infinito.

### Il pensiero maturo
Nell'opera il "Pensiero" Blondel identifica l'impulso allo sviluppo nel contrasto fra l'unità, definita pensiero noetico, e la molteplicità, definita pensiero pneumatico; ma ancora una volta Blondel delinea l'impossibilità a conciliare questi due aspetti e quindi ritiene indispensabile il ricorso alla sfera trascendentale. Nell'ultima fase della carriera riscrive la sua opera principale L'azione, ridimensionando l'importanza del valore dell'azione stessa nello sviluppo, mentre, contemporaneamente, descrive un senso provvidenziale del mondo, nei suoi aspetti positivi e negativi.

## Opere
- L'Action. Essai d'une critique de la vie et d'une science de la pratique, 1893
  - trad. di Ernesto Codignola, L'azione. Saggio di una critica della vita e di una scienza della pratica, 2 voll., Vallecchi, Firenze 1921
  - L'azione. Estratti, a cura di Gaetano Durante, Sansoni, Firenze 1934
- Lettre sur les exigences de la pensée contemporaine en matière d'apologétique et sur la méthode philosophique dans l'étude du problème religieux, "Annales de Philosophie Chrétienne", gennaio-luglio 1896
  - Lettera sull'apologetica, a cura di Guglielmo Forni, Queriniana, Brescia 1990
- Histoire et dogme, les lacunes philosophiques de l'exégèse moderne, 1904 (articoli da "La Quinzaine")
  - trad. Storia e dogma, a cura di Enrica Carpita e Mario Casotti, Vallecchi, Firenze, 1922
  - Storia e dogma. Le lacune filosofiche dell'esegesi moderna, a cura di Guglielmo Forni, Queriniana, Brescia 1992
- Introduzione a Léon Ollé-Laprune, Il valore della vita, trad. di Arturo Codignola, Vallecchi, Firenze 1922
- Prefazione a Olga Arcuno, La filosofia dell'azione e il pragmatismo, Vallecchi, Firenze 1924
- Principio di una logica della vita morale, a cura di Enrico Castelli, Signorelli, Roma 1924; Guida, Napoli 1969
- Léon Ollé-Laprune, il compimento e l'avvenire della sua opera, trad, di Olga Arcuno, Vallecchi, Firenze 1925
- L'itinéraire philosophique de Maurice Blondel, intervista di Frédéric Lefèvre, 1928
  - Itinerario filosofico. Conversazioni con Frédéric Lefèvre, a cura di Daniela Murgia, Luciano, Napoli 2005
- Qu'est-ce que la mystique?, 1929
  - Che cos'è la mistica?, a cura di Domenico Bosco, Morcelliana, Brescia 2011 (parziale)
- Saint Augustin, 1930
- Il metodo e la funzione della storia della filosofia, in "Civilta moderna", II, 1, 15 febbraio 1930.
- Le problème de la philosophie catholique, 1932
- La Pensée. 1. La genèse de la pensée et les paliers de son ascension spontanée, 1934
  - La genesi del pensiero e i gradi della sua ascensione spontanea, a cura di Michele Federico Sciacca, La scuola, Brescia 1958
- La Pensée, 2. Les responsabilités de la pensée et la possibilité de son achèvement, 1934
- L'Être et les êtres. Essai d'ontologie concrète et intégrale, 1935
- L'Action, 1. Le problème des causes secondes et le pur agir, 1936, 1949
- L'Action, 2. L'Action humaine et les conditions de son aboutissement, 1937, 1963
  - L'azione. Estratti, a cura di Armando Vedaldi, Paravia, Torino 1950
  - Antologia del pensiero blondeliano, a cura di Carmine Buda, Ciranna, Siracusa 1956
  - L'azione. Saggio di una critica della vita e di una scienza della prassi, a cura di Sergio Sorrentino, Paoline, Cinisello Balsamo 1993
- Lutte pour la civilisation et philosophie de la paix, 1939, 1947
  - trad. di Benedetto Gentile, Lotta per la civiltà e filosofia della pace, Leonardo, Roma 1946
- La philosophie et l'Esprit chrétien, 2 voll., 1944-46
  - trad. di Michele Federico Sciacca, Autonomia essenziale e connessione indeclinabile, La scuola, Brescia 1950
  - trad. di Michele Federico Sciacca, Condizioni della simbiosi sola normale e salutare, La scuola, Brescia 1950
- Exigences philosophiques du christianisme, 1950
  - trad. di Guido Ghersi, Esigenze filosofiche del cristianesimo, Teoresi, Messina 1954
- Pagine religiose, a cura del P. Ives de Montcheuil, trad. di Giovanni Barra e Raoul Maschio, Società editrice internazionale, Torino 1951
- L'essere e gli esseri. Saggio di ontologia concreta e integrale, a cura di Michele Federico Sciacca, La scuola, Brescia 1952
- Antologia. Dall'azione alla vita cristiana come coronamento della filosofia, a cura di Romeo Crippa, La scuola, Brescia 1954
- Lettres philosophiques, 1961
- Carnets intimes, 1. 1893-1894, 1961
- Carnets intimes, 2. 1894-1949, 1966
- Corrispondenza con Pierre Teilhard de Chardin, a cura di Henri De Lubac, trad. di Vincenzo De Mari, Borla, Torino 1968
- Notes d'Esthétique (1878-1900), a cura di Sante Babolin, 1973
  - Sante Babolin, L'estetica di Maurice Blondel. Una scienza normativa della sensibilità, Università Gregoriana, Roma 1974 (con estratti dei manoscritti sull'estetica)
- Prefazione a Henry Duméry, La filosofia de l'azione. Saggio sull'intellettualismo blondeliano a cura di Mario Signore, Adriatica, Bari 1973
- La filosofia dell'azione. Antologia, a cura di Sergio Cialdi, La nuova Italia, Firenze 1973
- Cartesio. Melabranche. Spinoza. Pascal. Saggi di storia della filosofia, a cura di Olga Arcuno, La nuova Italia, Firenze 1975 (con lettere inedite di Blondel)
- Œuvres complètes, a cura di Claude Troisfontaines:
  - 1. 1893: Les deux thèses, 1995
  - 2. 1888-1913: La philosophie de l'action et la crise moderniste, 1997